# Canal de l'Oise à l'Aisne
Het Canal de l'Oise à l'Aisne is een kanaal in de Franse regio Hauts-de-France.
Het is een verbindingskanaal tussen de valleien van de Oise en de Aisne. De bouw werd gestart in 1879 en het werd opengesteld voor de scheepvaart in 1890. Aan de zijde van de Oise wordt een hoogteverschil van 21 meter overwonnen met negen sluizen, aan de Aisne zijde volstonden vier sluizen om de twaalf meter verschil goed te maken. Het 7,5 km lange scheidingspand voert bij Braye-en-Laonnois door een 2,3 kilometer lange kanaaltunnel. Oorspronkelijk werden de schepen met een elektrische locomotief door de tunnel op sleep genomen. Sinds een ventilatiesysteem geïnstalleerd werd kunnen schepen op eigen kracht doorvaren. Net voor de monding in het Canal latéral à l'Aisne wordt het kanaal via een kanaalbrug over de Aisne geleid, bij Abbécourt is er een kanaalbrug over de Oise. Voor de voeding van het kanaal wordt aan de Oise zijde water afgeleid van verschillende beken, aan de Aisne zijde wordt water opgepompt uit het Canal latéral à l'Aisne te Bourg-et-Comin dat opgeslagen wordt in een reservoir langs het scheidingspand gelegen te Monampteuil.
Het kanaal en de kanaaltunnel werden tijdens de Eerste Wereldoorlog zwaar beschadigd en daarom na afloop ervan volledig heropgebouwd.